# Musée Labenche
 (décembre 2020).
Si vous disposez d'ouvrages ou d'articles de référence ou si vous connaissez des sites web de qualité traitant du thème abordé ici, merci de compléter l'article en donnant les références utiles à sa vérifiabilité et en les liant à la section « Notes et références ».
Le musée Labenche, dont la dénomination officielle est musée d'art et d'histoire de Brive-la-Gaillarde, est un musée situé dans l'hôtel Labenche, 26 bis, boulevard Jules-Ferry, à Brive-la-Gaillarde (Corrèze).
L'hôtel Labenche a été classé monument historique en 1886. Quant au musée, il a reçu l'appellation « musée de France » en 2002.

## Historique de l'hôtel Labenche
L'hôtel Labenche a été construit vers 1540 par Jean de Calvimont, seigneur de la Labenche. Il était garde des sceaux et greffier du roi pour le Bas-Limousin.
C'est un des beaux hôtels Renaissance de la région, comparable à la maison d'Armagnac à Rodez ou à l'archidiaconé à Cahors.
L'hôtel a appartenu successivement aux familles de Calvimont, Dumas, Sabruguet-Damarzid. Louis XIII y résida pendant sa visite à Brive.
L'hôtel a été acheté en 1829 par l'évêque de Tulle pour y installer un petit séminaire vers 1850. Il est ensuite devenu propriété de la ville de Brive-la-Gaillarde en 1906.
L'hôtel comprend deux parties. La plus ancienne est la partie sud, constituée de deux ailes en retour d'équerre sur des galeries avec arcades en plein cintre donnant sur la cour d'honneur. Les façades sur cette cour sont les plus décorées avec de grandes fenêtres Renaissance et des bustes d'hommes et de femmes sortant de fausses baies au-dessus et au-dessous. Les lucarnes sont ouvragées.
On constate que l'édifice a été agrandi d'un grand pavillon, côté est, un peu plus tard dans une pierre plus rose et qui interrompt la galerie. Au-dessus de cette aile on peut voir une cheminée en forme de temple grec. Sur la cour d'honneur, de hautes fenêtres sont encadrées de pilastres et rehaussées de têtes d'hommes barbus et de femmes. La fenêtre haute a dû être réalisée plus tardivement au XIe siècle. On peut voir les ordres superposés et des cariatides gainées avec un buste d'homme barbu au fronton triangulaire. On pénètre dans l'hôtel par une porte décorée à l'antique et on accède au premier étage par un escalier « à l'italienne » formé de deux volées droites. Les deux grandes salles du premier étage ont dû être autrefois des pièces de réception. Elles abritent une grande cheminée décorée d'une frise sculptée de combattants à pied et à cheval habillés à l'antique, armés de massues et de boucliers.
Quand l'hôtel a été acheté en 1829 pour en faire le petit séminaire diocésain, les anciennes écuries ont été abattues pour construire à leur emplacement un bâtiment tout en longueur, l'aile nord.

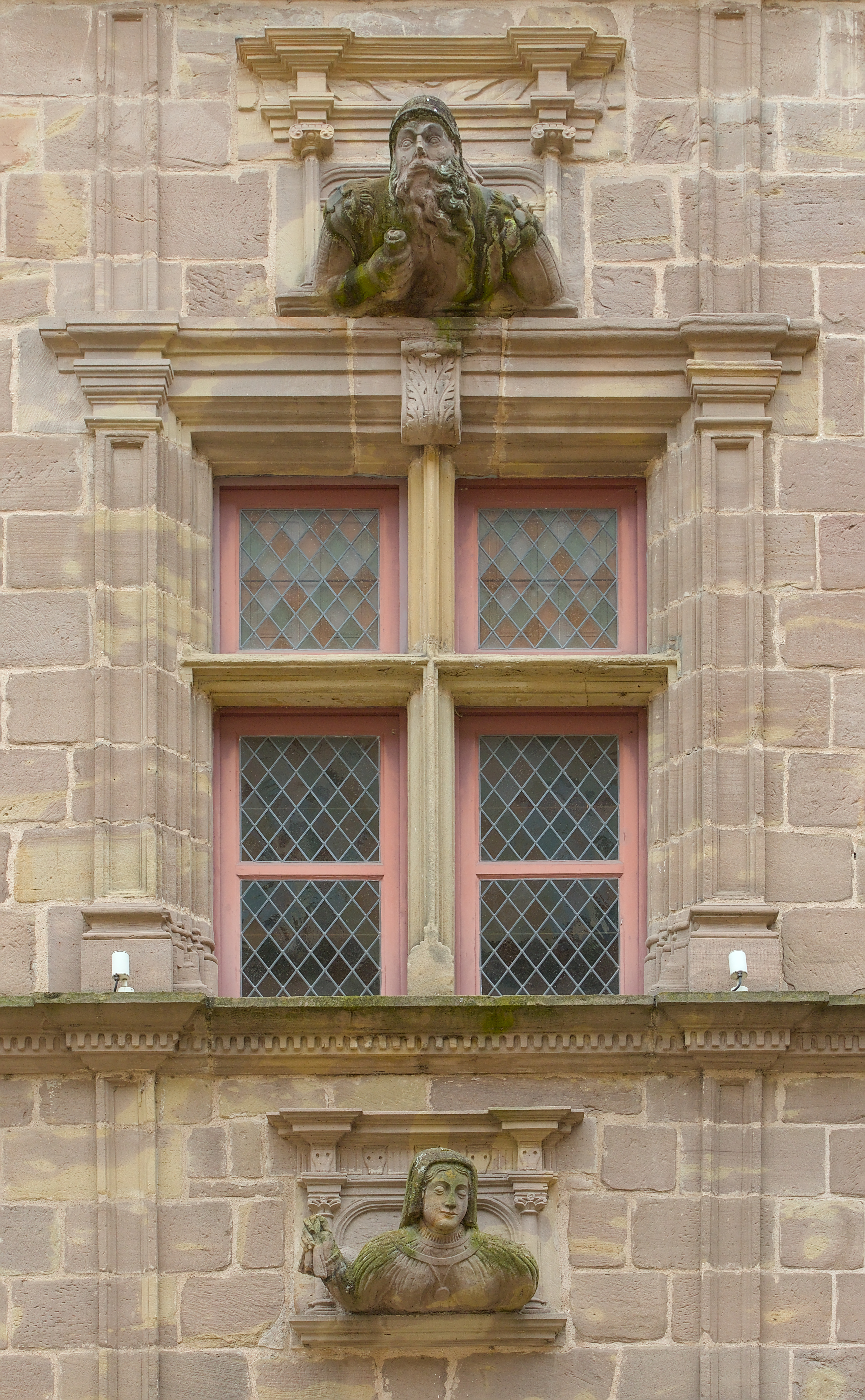
Fenêtre au-dessus de la galerie.
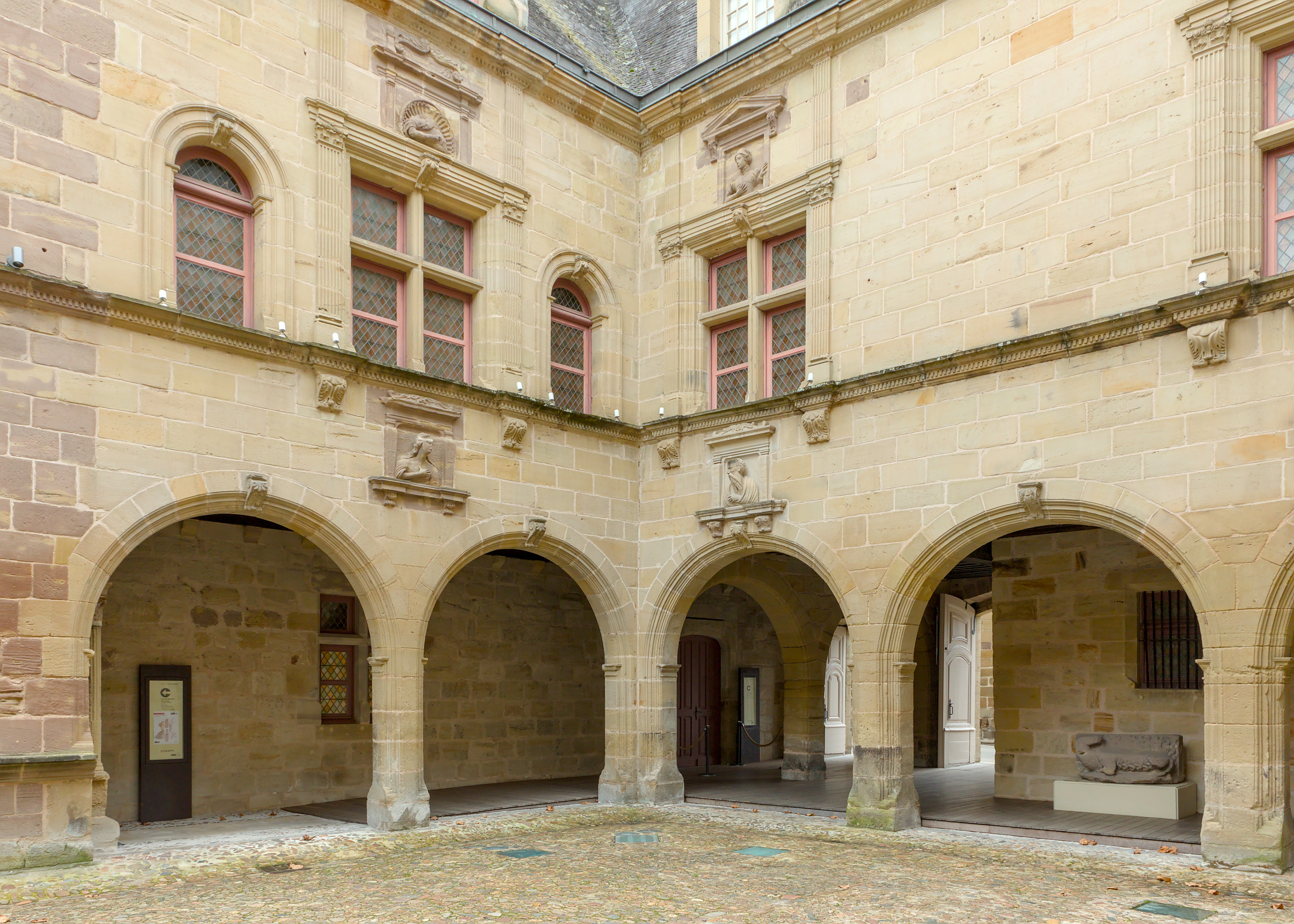
Les deux ailes en équerre avec galerie sur la cour d'honneur.
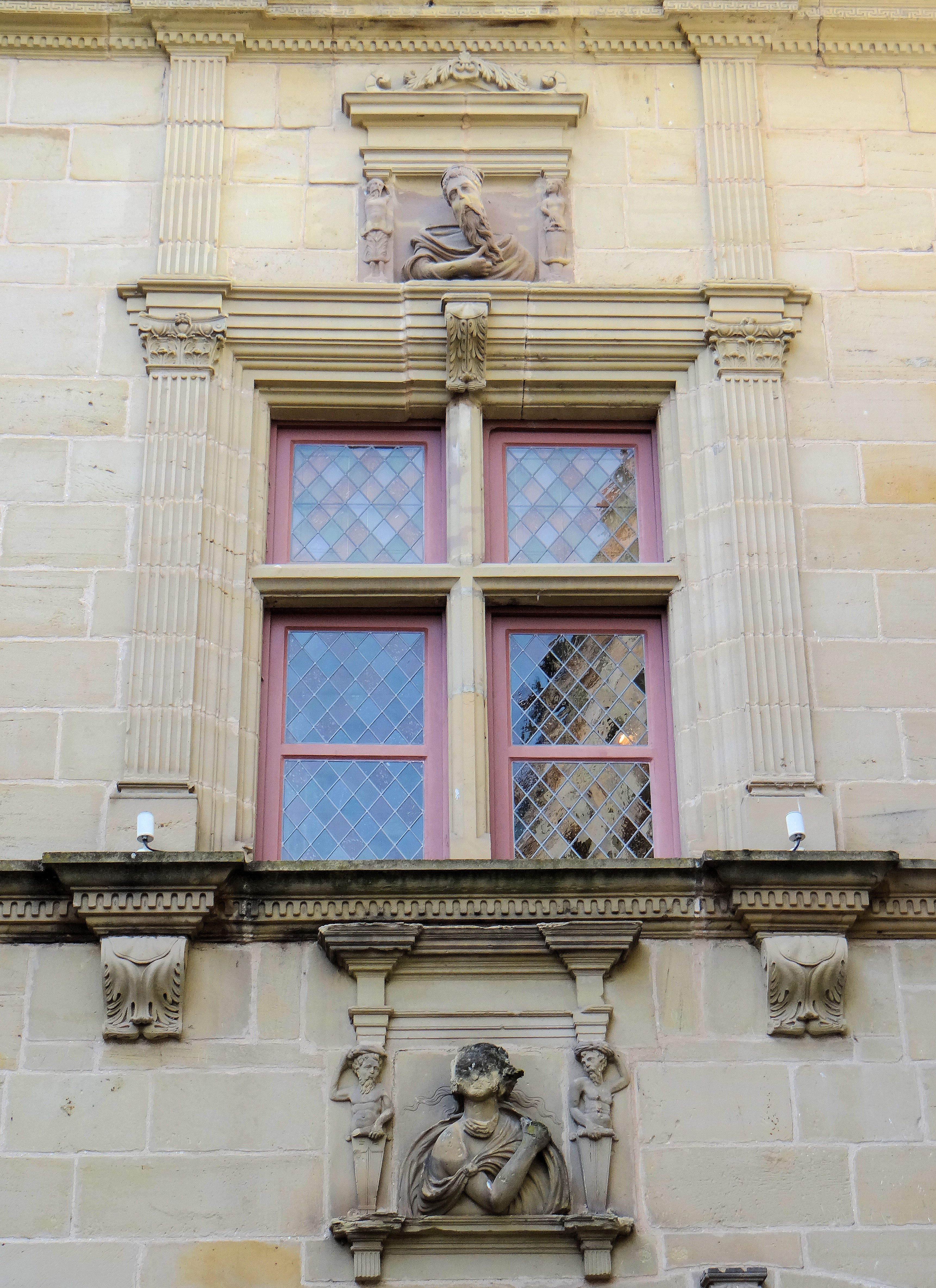
Fenêtre au-dessus de la galerie.
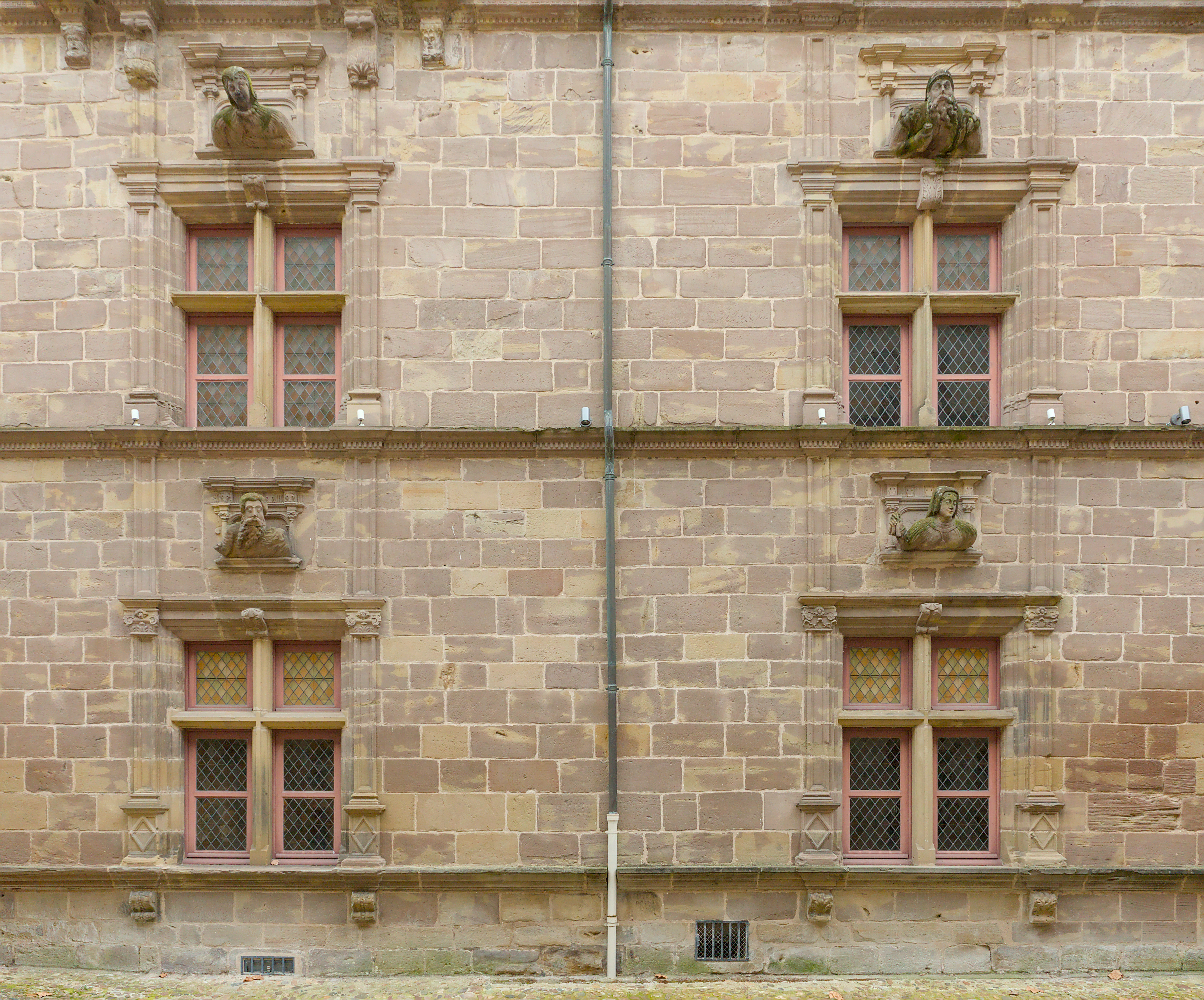
La façade du grand pavillon sur la cour d'honneur.
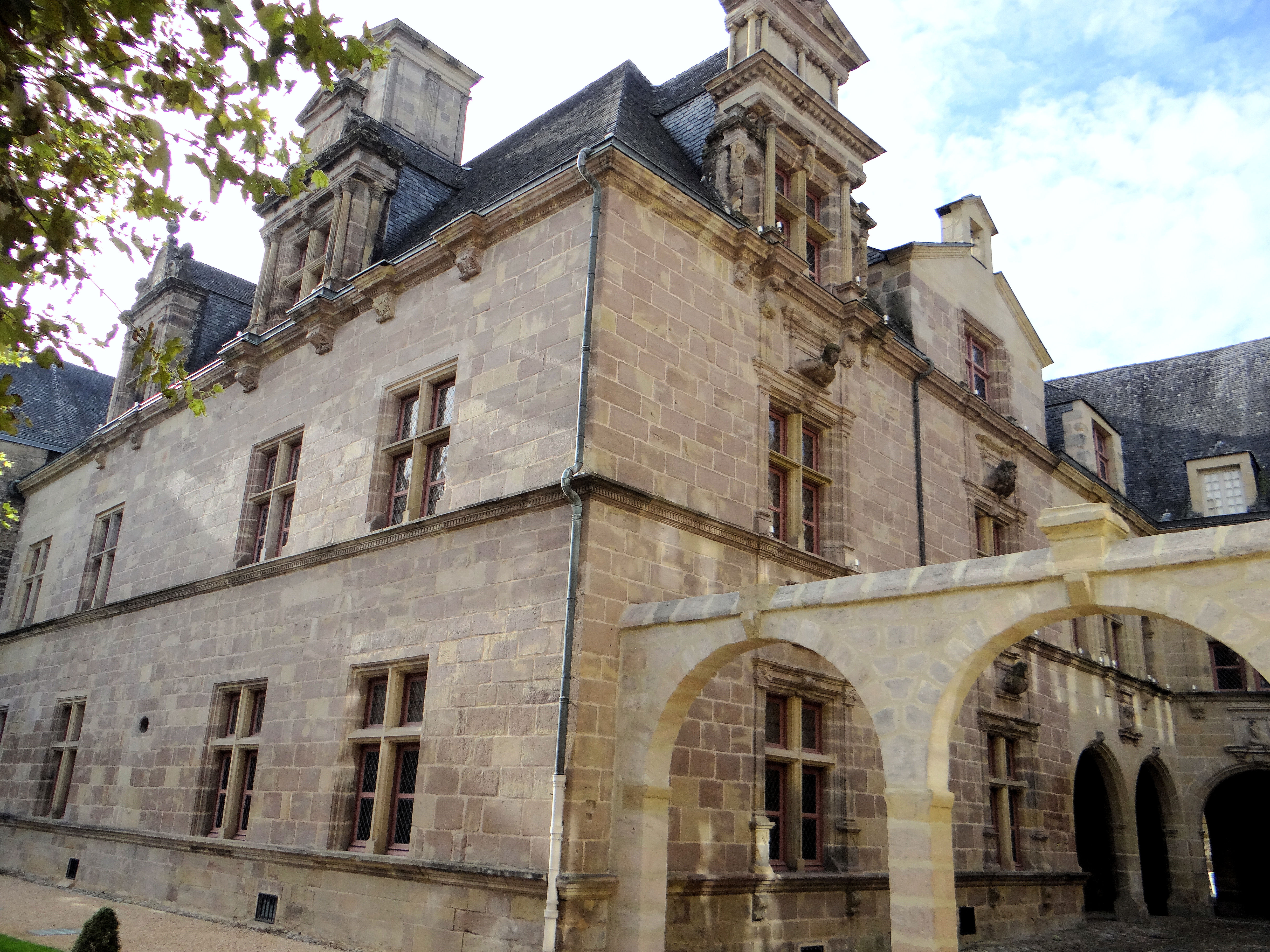
Le grand pavillon, façade côté est.
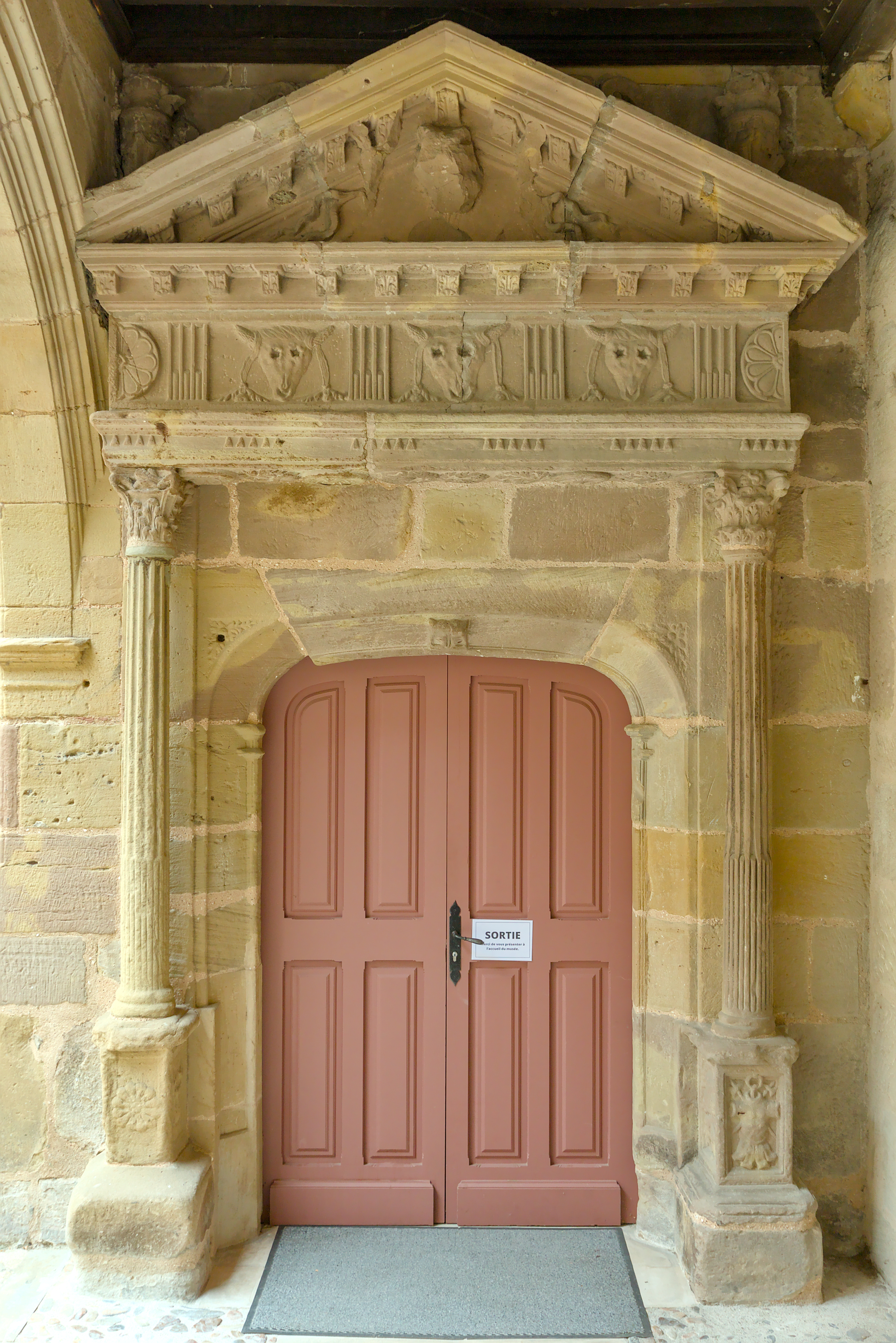
Porte décorée à l'antique.
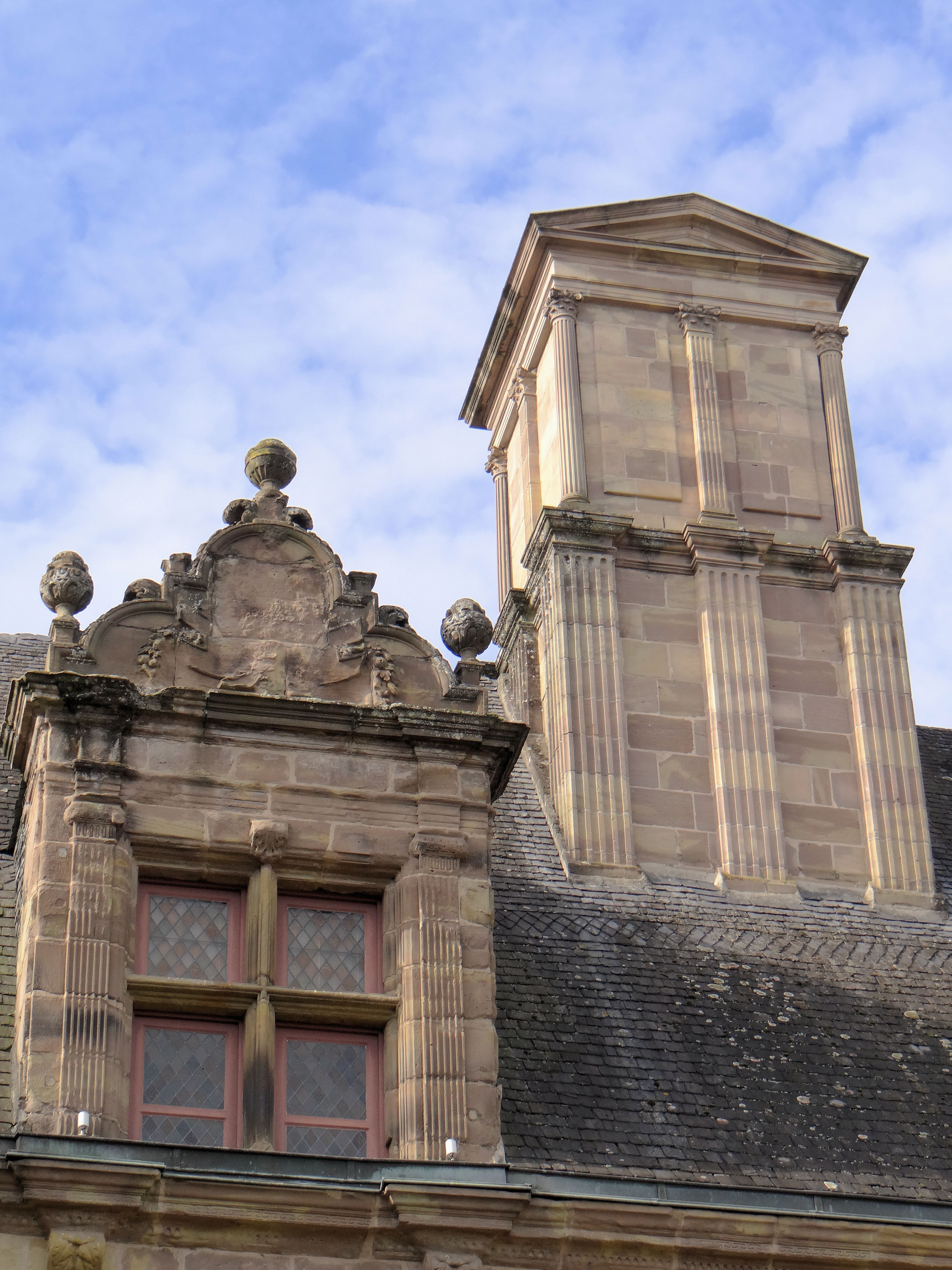
Cheminée en forme de temple grec.
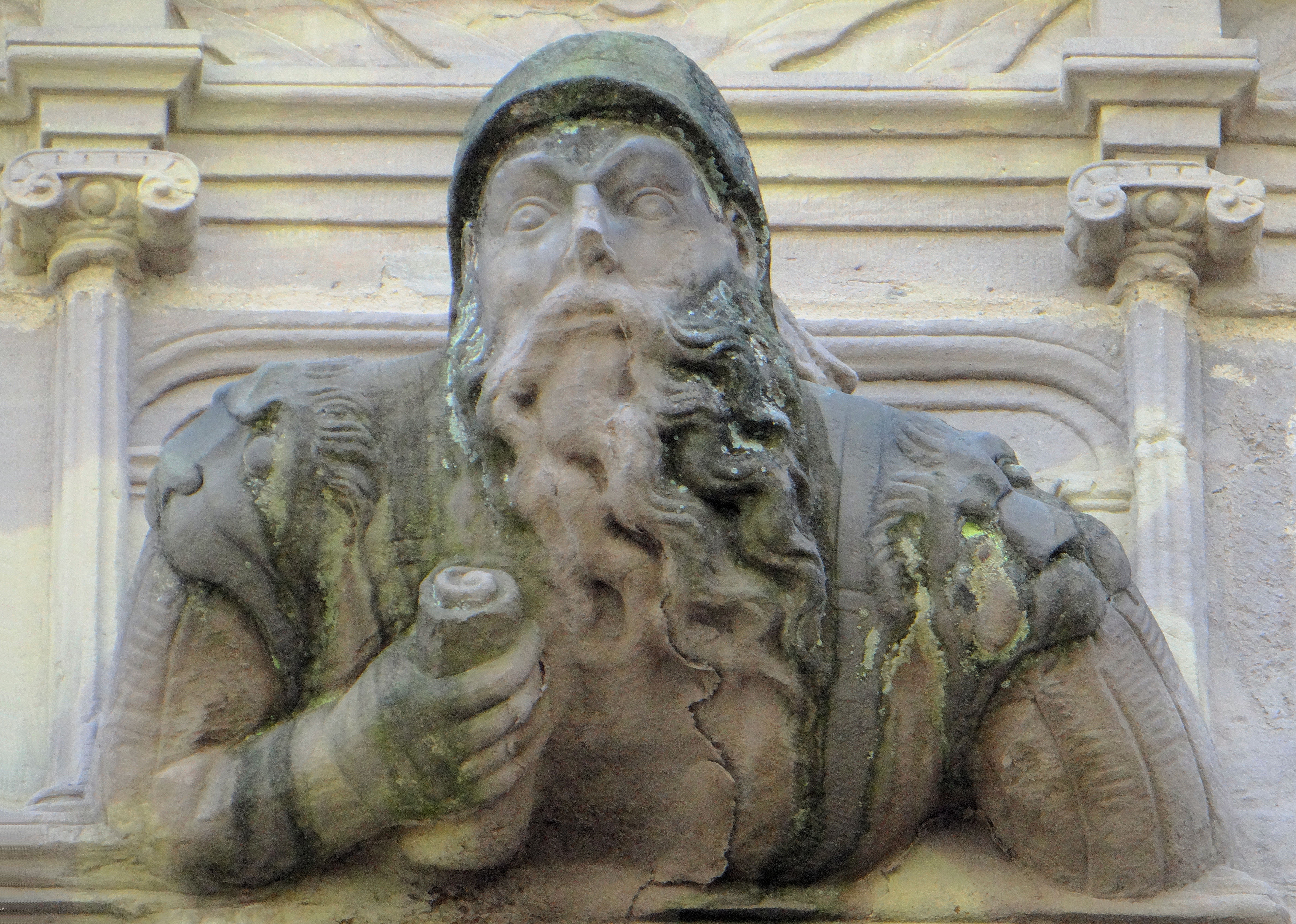
Buste de personnage barbu.
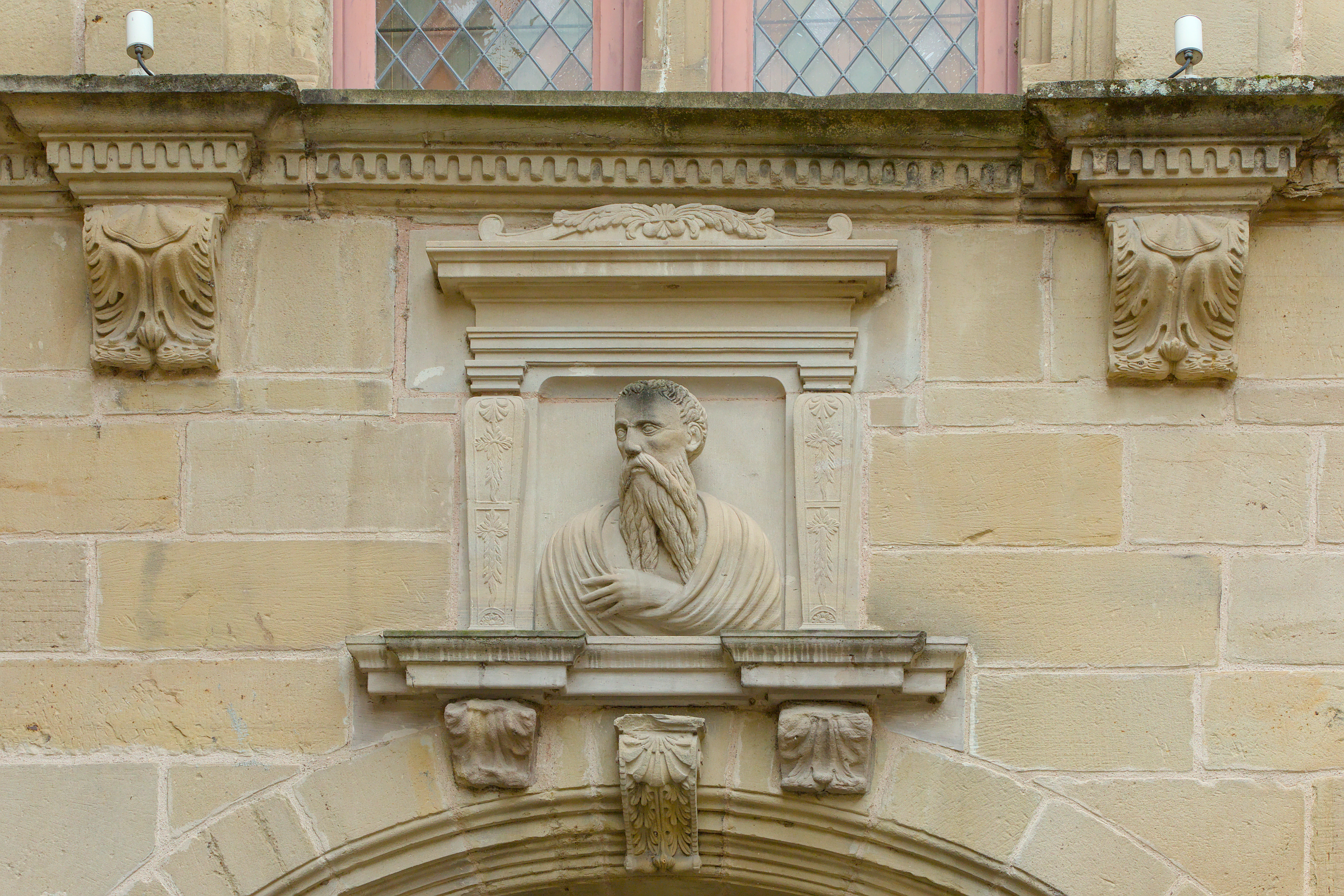
Détail de la façade, avec un personnage habillé à l'antique.

## Musée d'art et d'histoire de Brive-la-Gaillarde
Le musée municipal est fondé en 1879 dans l'ancien couvent des Clarisses de la rue du Docteur-Massénat à l'initiative d'Ernest Rupin (1843-1909), président de la Société scientifique, historique et archéologique de la Corrèze. Le musée ouvre ses portes en 1883. Ses premières collections sont celles de la Société scientifique, historique et archéologique de la Corrèze.
En 1978 est prise la décision de transférer le musée à l'étroit dans ses murs. Il est transféré en 1989 dans un bâtiment Renaissance, l'hôtel Labenche, après la restauration du bâtiment.
Les fouilles faites par l'équipe du musée ont permis de doubler les pièces exposées au musée, montrant 100 000 ans de l'histoire de Brive grâce aux 60 000 objets, dont 5 000 sont exposés.
Dès l'origine, la vocation du musée est pluridisciplinaire, avec une importante section de naturalia, des collections archéologiques, beaux-arts, numismatiques et ethnographiques.
Le musée accueille à travers dix-sept salles des collections permanentes et des expositions temporaires sur l'histoire de Brive et de la Corrèze, ainsi que des tapisseries anglaises du XVIIe siècle et des collections d'histoire naturelle. Il possède un ensemble unique en France de dix pièces de tapisserie réalisés par la manufacture royale de Mortlake.

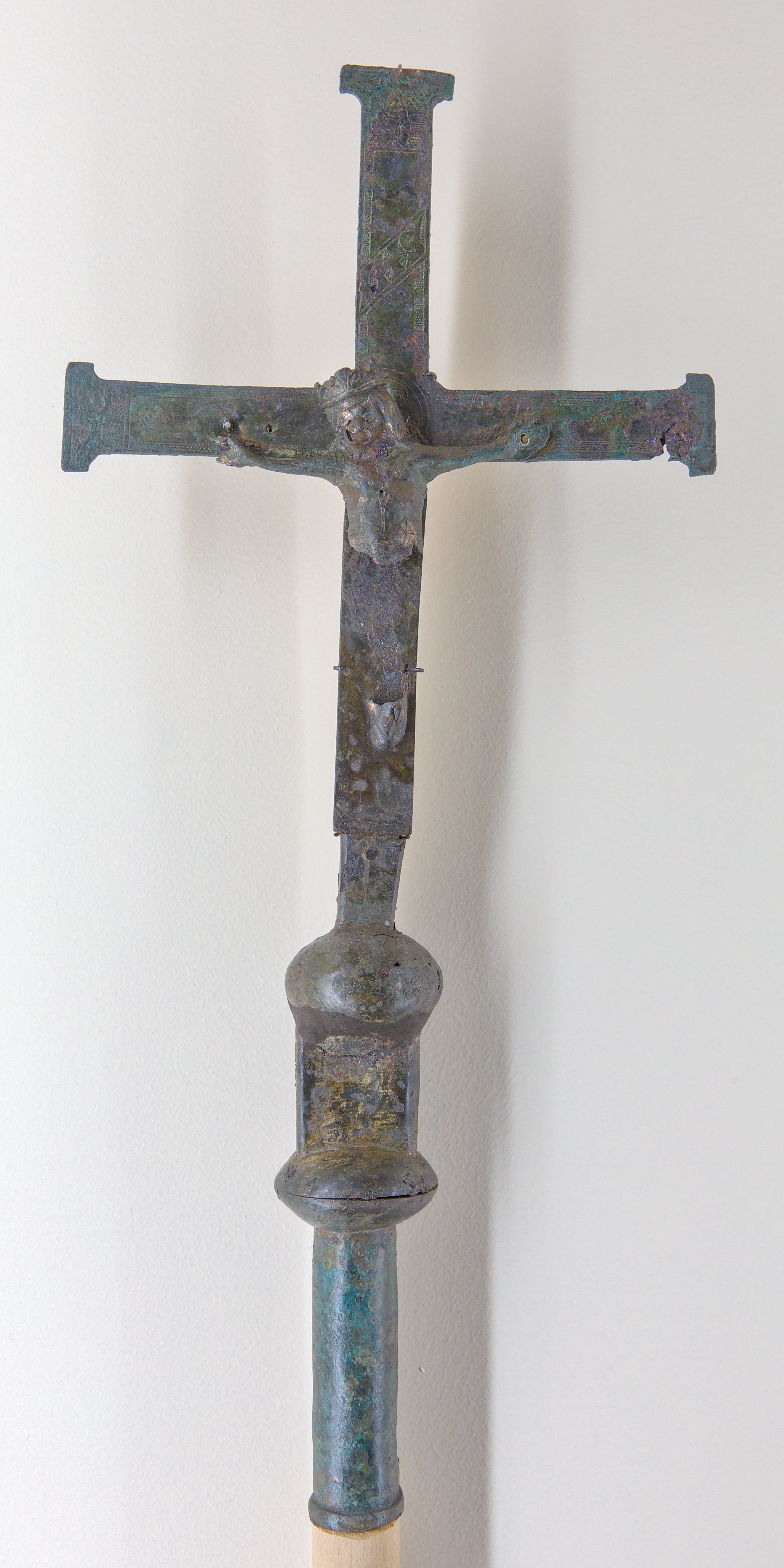
Croix de procession, 12e et 13e siècles, bronze
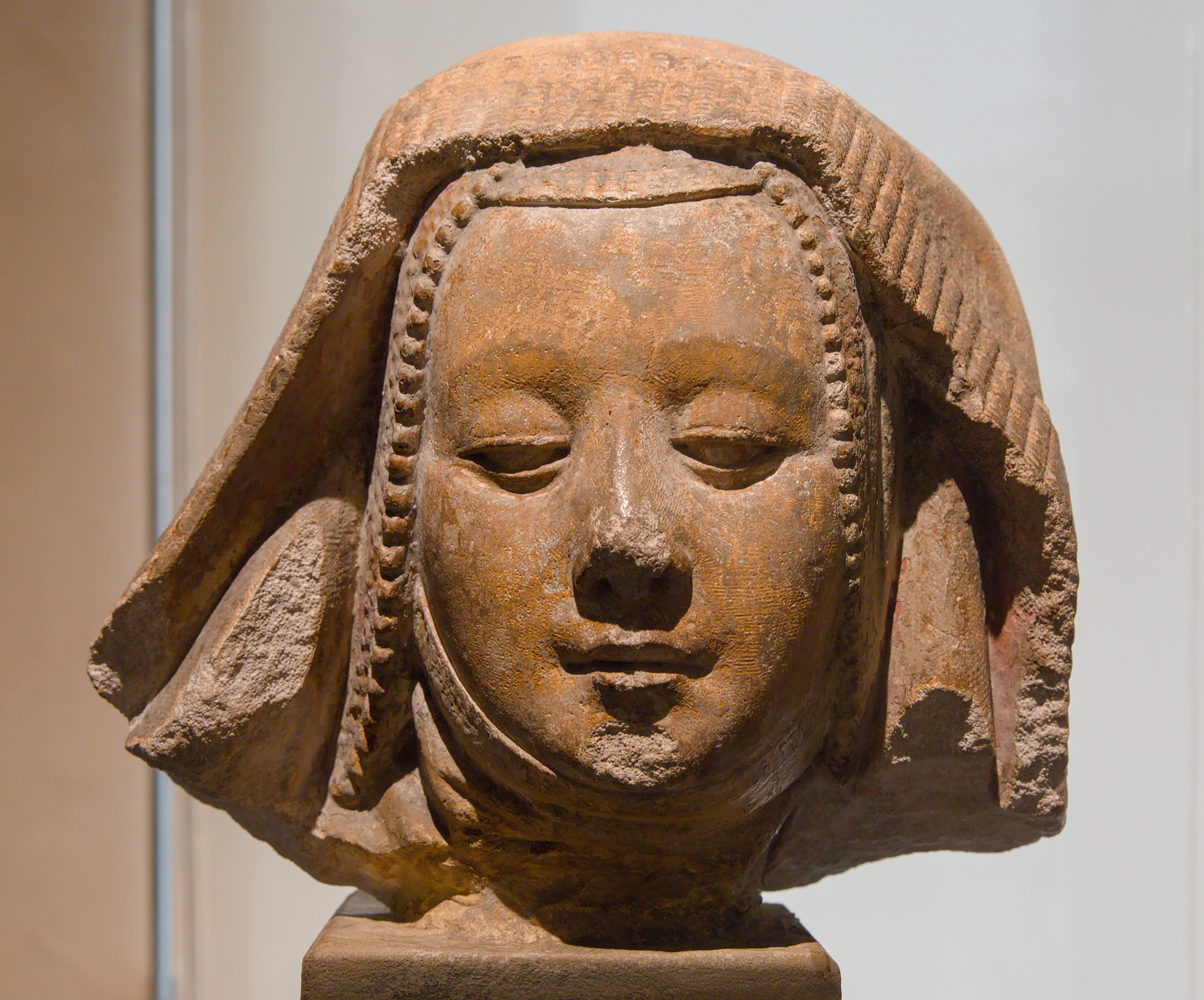
La Bernardine, tête sculptée (peut-être de la Vierge Marie) en calcaire polychrome, fin XVe siècle - début XVIe siècle
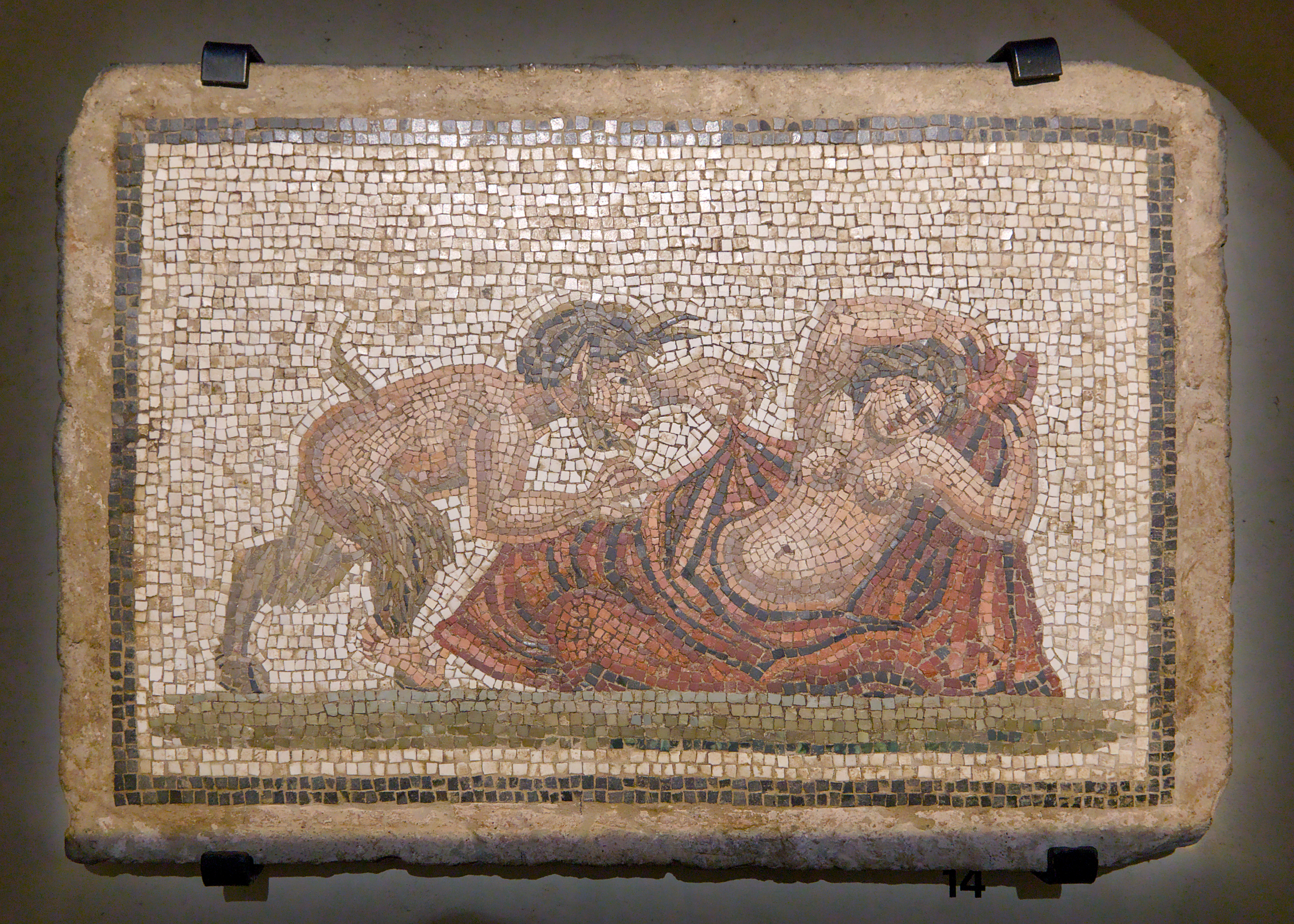
Pan surprenant une jeune nymphe, mosaïque romaine du 2e siècle apr. J.-C.
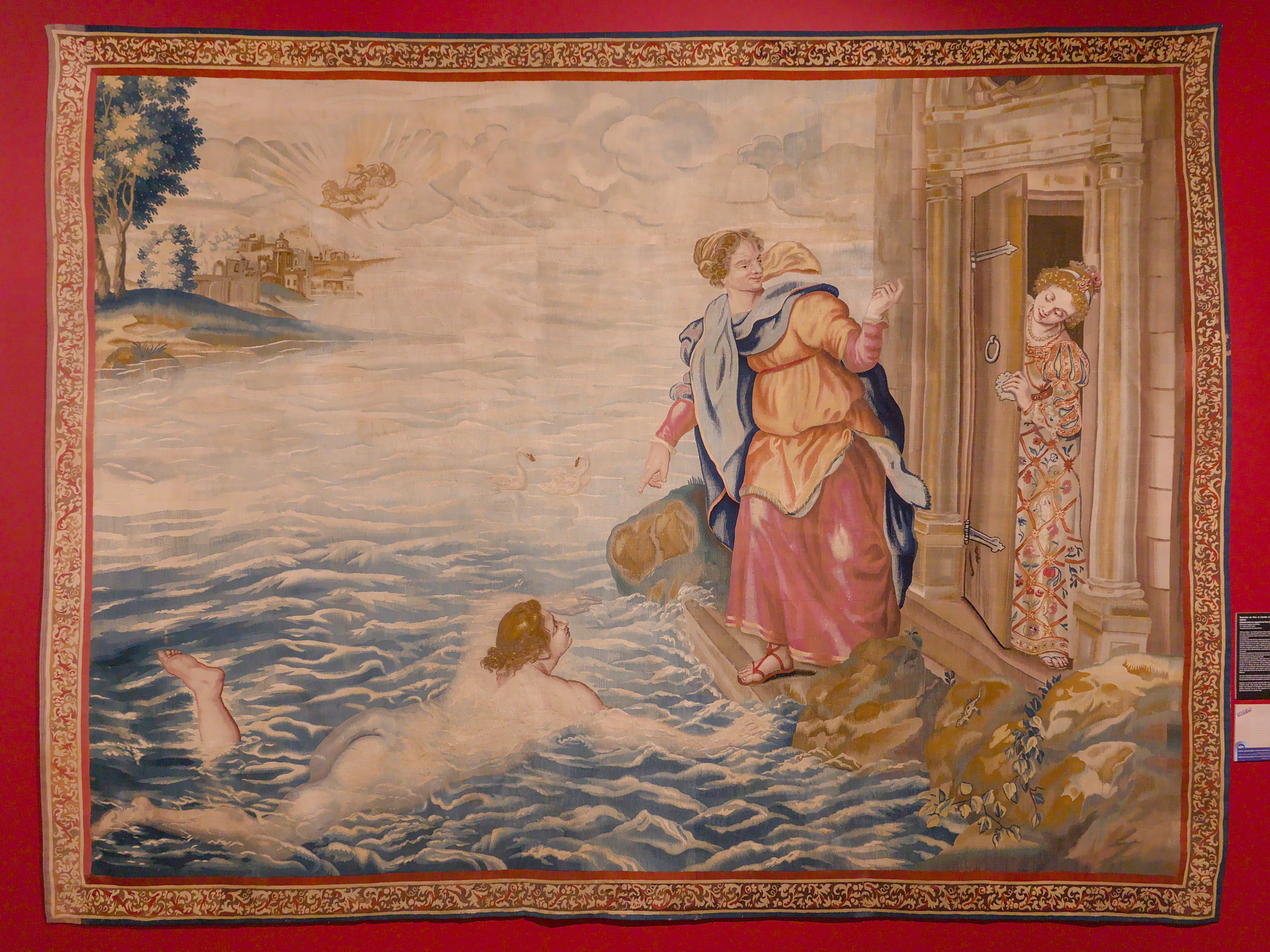
Rencontre de Héro et Léandre devant le temple de Cythène, tapisserie provenant de la manufacture royale de Mortlake, XVIIe siècle
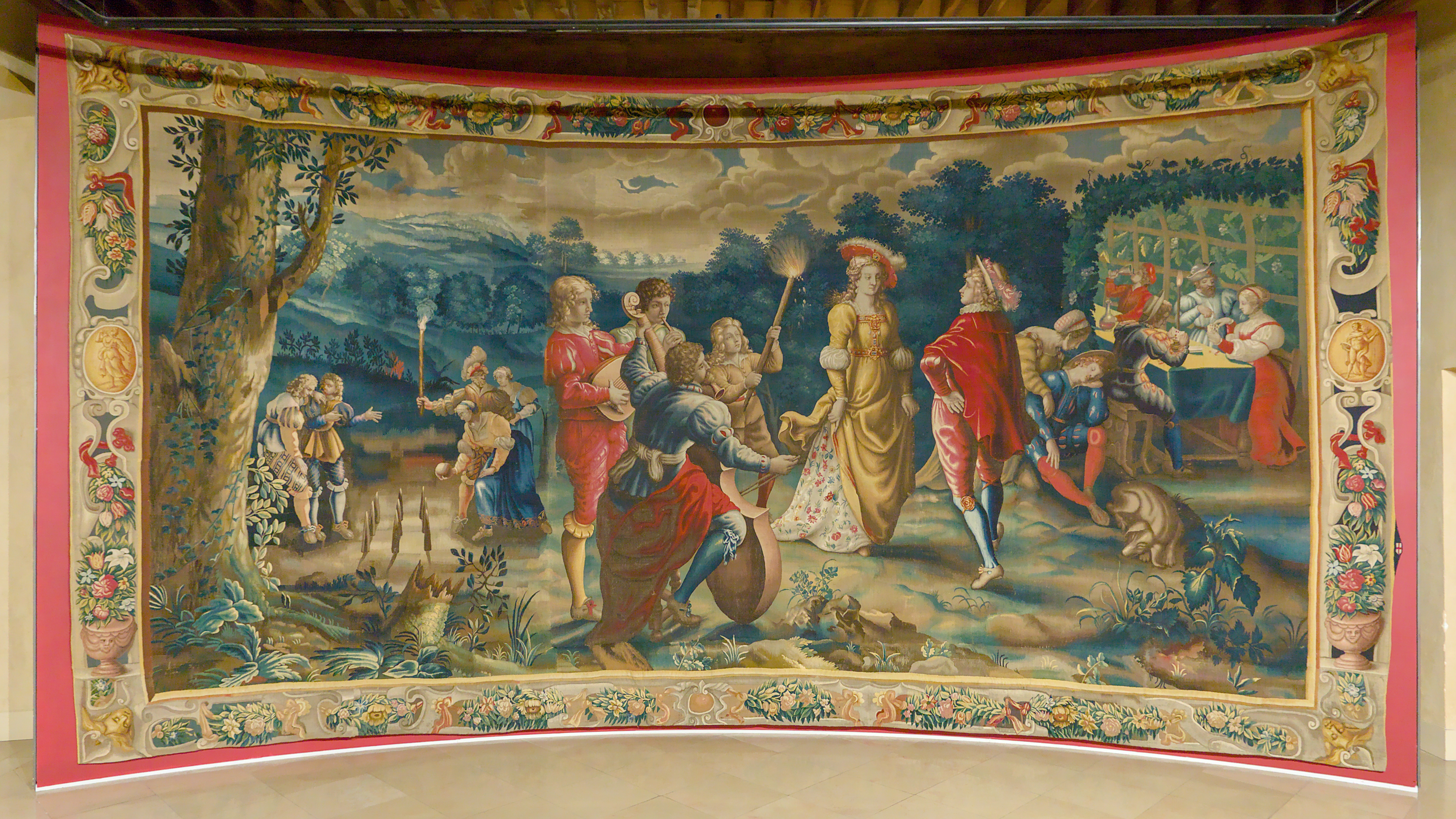
Fête de nuit à la lueur des torches, tapisserie provenant de la manufacture royale de Mortlake, XVIIe siècle

### Conservateurs
- 1884-1909 : Ernest Rupin
- 1909-1911 : Godin de Lépinay
- 1911-1935 : Raphaël Gaspéri
- 1936-1949 : Louis de Nussac
- 1950-1978 : Marie-Rose Guillot
- 1978-2012 : Claire Moser-Gautrand
- 2012-2018 : Mathilde Humbert
- Depuis 2018 : Vincent Rigau-Jourjon